# Rigadin au téléphone
Pour plus de détails, voir Fiche technique et Distribution.
Rigadin au téléphone est un film muet français réalisé par Georges Monca, sorti en 1913.

## Fiche technique
- Titre : Rigadin au téléphone
- Réalisation : Georges Monca
- Scénario :
- Photographie :
- Montage :
- Société de production : Pathé Frères
- Société de distribution : Pathé Frères
- Pays d'origine :  France
- Langue : film muet avec les intertitres en français
- Métrage : 205 mètres
- Format : Noir et blanc — 35 mm — 1,33:1 — Muet
- Genre : Comédie
- Durée : 7 minutes
- Dates de sortie : 
  - France : 23 mai 1913

## Distribution
- Charles Prince : Rigadin
- Andrée Pascal : Andrée, la téléphoniste
- Gabrielle Lange : Cornélie
- Clo Marra